# Rolandos
Rolandos es una novela del escritor cubano Antonio Rodríguez Salvador. Escrita en Cuba y publicada simultáneamente en La Habana y Madrid, en 1998, constituye una de las obras centrales de la llamada Generación de los 90, en Cuba.

## Argumento
Rolando Cuevas Martín, vulgar oficinista de una empresa cubana en crisis, queda prendido de la funcionaria estatal que realiza una auditoría a la empresa. Incapaz de decidir entre Luisa, su esposa, y Sara, la amante recién conquistada, un día despierta para verse a sí mismo frente a él. De esta obra el catedrático de la Universidad Complutense de Madrid Joaquín María Aguirre, ha escrito: “Pero, aunque pudiera parecerlo, no estamos ante una obra fantástica o una historia de dobles a lo Dostoievski o a lo Hoffman. Nos encontramos ante un desenfado y fino estudio de las relaciones humanas. La utilización de la primera persona narrativa —es el propio Rolando (el antiguo) el que nos habla— ofrece la posibilidad de desarrollar la psicología expresiva del personaje. Un lenguaje acorde con su personalidad o una personalidad que se va construyendo a través de su lenguaje, de su expresiones”… “Mediante este procedimiento, Antonio Rodríguez Salvador ha logrado descubrir la cuadratura del triángulo amoroso.”
A través de detalles cotidianos: la oficina, la casa, el barrio, se dibuja el perfil de la Cuba en los últimos años del siglo XX. Muy bien construida se halla la galería de personajes secundarios, cada uno con su pincelada característica.

## Reconocimientos y ediciones
En Cuba fue ganadora del Premio Nacional Pinos Nuevos, 1997, (Editorial Letras Cubanas), y en España, ese mismo año, del Premio Internacional Salvador García Aguilar (Olalla Ediciones). En 2014 la Editorial Luminaria de Cuba decidió publicarla en su colección “Gala”. En el año 2000 fue traducida al portugués, y publicada en la Editorial Caminho, Lisboa.